# (131) Vala
(131) Vala es un asteroide que forma parte del cinturón de asteroides y fue descubierto el 24 de mayo de 1873 por Christian Heinrich Friedrich Peters desde el observatorio Litchfield de Clinton, Estados Unidos.
Está nombrado por las valas, unas profetisas de las mitologías nórdica y escandinava.

## Características orbitales
Vala está situado a una distancia media del Sol de 2,432 ua, pudiendo acercarse hasta 2,266 ua. Tiene una excentricidad de 0,06801 y una inclinación orbital de 4,96°. Emplea en completar una órbita alrededor del Sol 1385 días.